# ZX Microdrive
Pour les articles homonymes, voir Microdrive.
Ne doit pas être confondu avec Microdrive, technologie de disque dur miniaturisé sous forme de carte CompactFlash (1998-2007).

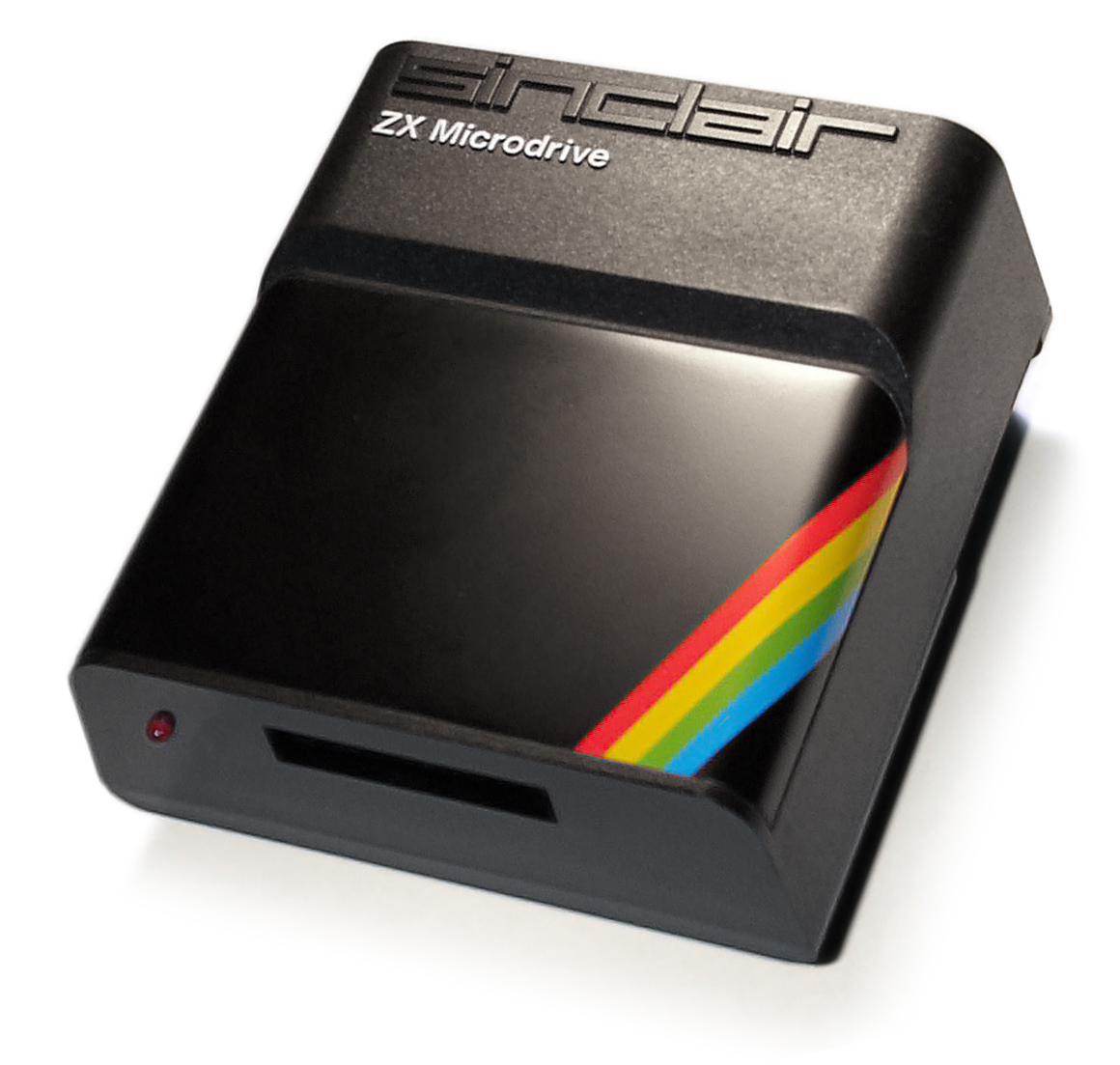
ZX Microdrive.

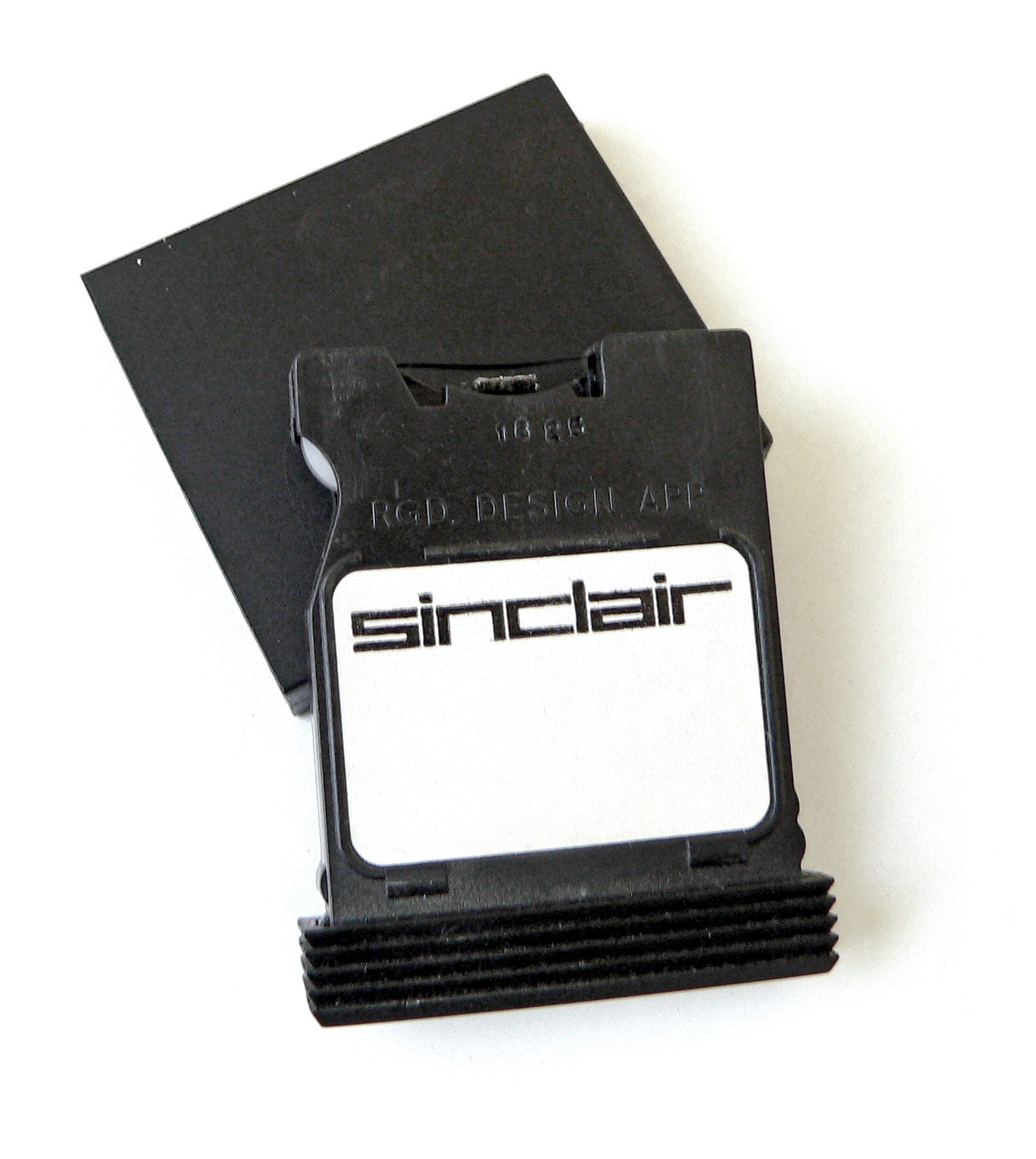
Mini-cartouche.

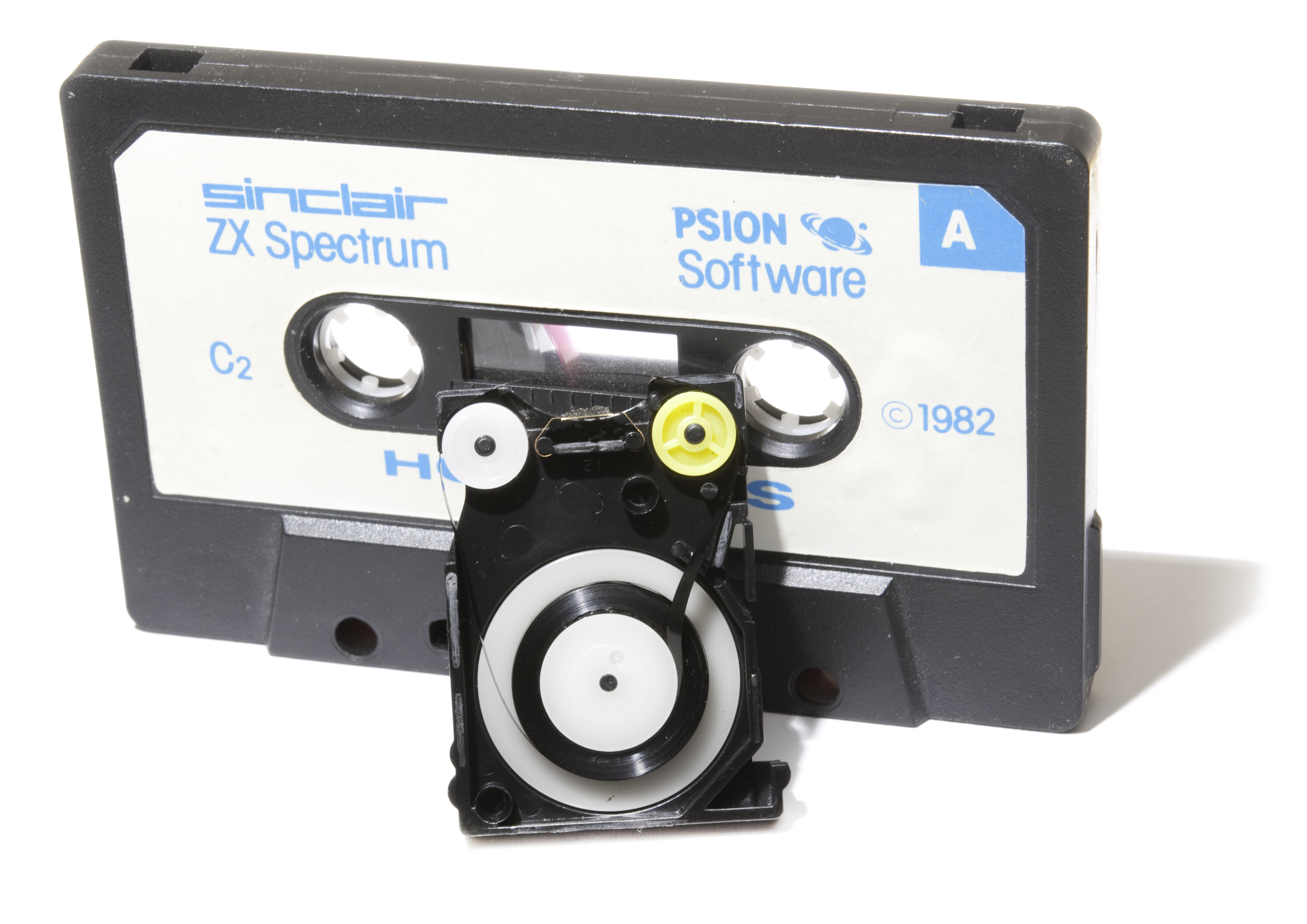
Cartouche ouverte et comparaison avec cassette-audio.

Le ZX Microdrive est une des technologies que Sinclair espérait imposer en 1984 avec son ordinateur personnel Sinclair QL, lui-même révolutionnaire à plus d'un titre.
Il consistait en un lecteur (double) de mini-cartouches à bande magnétique de 4 × 3 × 0,5 cm s'insérant à la manière des cartouches des consoles de jeu qui lui succédèrent (Atari 2600, Nintendo Super NES, Sega Megadrive, etc.). Celui-ci était censé reléguer aux oubliettes les fastidieux réglages de sonorité/vitesse de lecture et les durées de chargement insupportables inhérentes à l'utilisation des musicassettes sur magnétophone qui constituaient le standard de l'époque (ZX Spectrum, Commodore 64, etc.). Toutefois ce système souffrit de problèmes de fiabilité et resta anecdotique.
La cartouche contient 5 m de bande vidéo de 1,9 mm de largeur formant une boucle sans fin. Cette bande défile à 76 cm/s, soit environ 8 secondes pour l'ensemble de la bande. L'unité contient entre 85 et 100 KiB, selon le nombre de secteurs défectueux et la vitesse exacte du moteur lors du formatage. Le débit est de 15 KiB/s (120 kbit/s) soit à titre de comparaison 40 fois plus rapide que le lecteur de disquette du C64 ou 400 fois plus rapide que l'interface cassette du C64.